# Diarios de Hitler
Los Diarios de Hitler (en alemán: Hitler-Tagebücher) son un conjunto de sesenta pequeños cuadernos de notas escritos por el alemán Konrad Kujau (1938-2000) y publicados por el semanario alemán Stern en 1983, que pretendían pasar por el auténtico diario privado del dictador nazi Adolf Hitler, y que finalmente fueron identificados como una falsificación. En 1985, Konrad Kujau y el periodista germano Gerd Heidemann, quien trabajaba para Stern y promovió los Diarios como «gran revelación periodística» serían sentenciados a 42 meses de prisión cada uno por la estafa.

## Hallazgo y publicación

Las mayúsculas FH (línea superior) fueron utilizadas erróneamente por Kujau en la tapa de los cuadernos que contenían los Diarios de Hitler, las verdaderas iniciales en gótico antiguo deberían ser AH (como en la línea inferior).

El periodista alemán Gerd Heidemann contactó en 1980 con Kujau, un ilustrador y artista aficionado nacido en Alemania Oriental que hacía varios años se dedicaba a vender memorabilia de la Segunda Guerra Mundial a coleccionistas de Alemania Occidental, siendo acusado de falsificar objetos varios para engañar a posibles clientes. Heidemann buscó a Kujau al saber que éste había vendido un supuesto «diario personal» de Hitler a un coleccionista y Kujau aseguró estar en posesión de numerosos tomos de esos diarios. El periodista le pidió obtener para él los restantes volúmenes y Kujau prometió hacerlo, alegando que había obtenido esos documentos en Alemania Oriental mediante contrabando y precisaba mucho dinero para pagar sobornos a supuestos militares de la RDA que «facilitaban» artículos coleccionables. Heidemann contó el hallazo a sus jefes de Stern y logró que financiaran la compra de los Diarios de Hitler a Kujau durante dos años, al punto que el semanario llegó a pagar varios millones de marcos alemanes por la «primicia periodística». 
Los directivos de Stern mantuvieron en secreto este proyecto por dos años, hasta que a inicios de 1983 empezaron a negociar, también de modo confidencial, la venta de la «exclusiva» al periódico británico Sunday Times y luego a la revista estadounidense Newsweek por elevadas sumas de dinero. Durante el mes de abril de 1983, la revista semanario  alemana Stern publicó extractos de unos documentos que supuestamente eran el diario de Hitler, y que había adquirido por 10 millones de marcos alemanes (o 4,8 millones de dólares). Los diarios cubrían un periodo comprendido entre 1932 y 1945, e incluían dos «entregas especiales» sobre el vuelo de Rudolf Hess al Reino Unido. Los diarios, según el relato que Kujau había dado a Heidemann, eran parte de una colección de documentos recuperados de entre los restos de un accidente aéreo en Börnersdorf, cerca de Dresde, sucedido en abril de 1945 donde se había estrellado un avión de transporte de la Luftwaffe llevando supuestos documentos reservados del régimen nazi en los últimos días de la Segunda Guerra Mundial; tal accidente realmente había ocurrido el 20 de abril de 1945 pero no habían pruebas de que entre los documentos estuvieran unos supuestos «diarios» del jerarca nazi.

## Falsa autentificación
Gerd Heidemann envió copias de los documentos a varios expertos en historia de la Segunda Guerra Mundial para que corroborasen su autenticidad. Entre ellos, destacan el académico británico Hugh Trevor-Roper, y los historiadores alemanes Eberhard Jäckel y Gerhard Weinberg, quienes en una rueda de prensa celebrada el 25 de abril de 1983 confirmaron que eran auténticos. Pese a que los Diarios de Hitler no habían sido aun sometidos a un análisis científico, Trevor-Roper afirmaría lo siguiente:
"I am now satisfied that the documents are authentic; that the history of their wanderings since 1945 is true; and that the standard accounts of Hitler's writing habits, of his personality and, even, perhaps, of some public events, may in consequence have to be revised".
"Ahora puedo decir con satisfacción que estos documentos son auténticos; que la historia sobre su paradero desde 1945 es cierta; y que la forma en la que se narran actualmente los hábitos de escritura y la personalidad de Hitler, e incluso quizás algunos de sus actos públicos, deben ser, en consecuencia, revisados". (Traducción aproximada)
En aquel momento, Trevor-Roper era uno de los directores del conglomerado Times Newspapers, y pese a que negó cualquier actuación deshonesta, hubo quien le acusó de entrar en un claro conflicto de interés, pues el Sunday Times, periódico para el que habitualmente realizaba colaboraciones, ya había pagado una enorme suma de dinero por los derechos para publicar los diarios en el Reino Unido, y era muy improbable que un colaborador suyo cuestionase los Diarios. De hecho, Trevor-Roper había sido un joven oficial del servicio de inteligencia británico en 1945 y había estado varios meses en la Alemania ocupada investigando el suicidio de Hitler en una misión oficial del gobierno del Reino Unido, por lo cual poseía amplios conocimientos sobre situaciones y eventos del Tercer Reich, a ello se unía su elevado prestigio posterior como historiador profesional, lo cual daba respaldo académico a la publicación de los Diarios.

## Fraude
El 22 de abril de 1983 los directivos de Stern emitieron una nota de prensa revelando al mundo la existencia de los Diarios de Hitler y anunciaron su próxima publicación en la revista, además de una conferencia de prensa para el 25 de abril. La noticia causó gran sensación de inmediato por toda Europa, y el 23 de abril el Sunday Times anunció tener la exclusividad de su publicación para Gran Bretaña. No obstante, los historiadores Trevor-Roper y Weinberg empezaron a abrigar dudas sobre la autenticidad de los diarios y en la conferencia del día 25 no avalaron la veracidad del hallazgo desde el inicio, admitiendo apenas que los cuadernos debían ser examinados científicamente por especialistas, en tanto las revisiones hasta entonces se habían realizado sobre fotografías y fotocopias mas no sobre originales.
Los directivos de Stern aceptaron remitir los documentos al Bundesarchiv para análisis físico de los cuadernos, pero sin esperar a los resultados se publicó el «descubrimiento» en una edición especial de Stern del jueves 28 de abril de 1983, el Sunday Times publicó también el hallazgo en su edición del domingo 1 de mayo, pero al día siguiente el Bundesarchiv reveló que los Diarios de Hitler habían sido impresos sobre papel de posguerra y utilizando tinta fabricada mucho después de la muerte de Hitler. Nuevas revelaciones el 6 de mayo, análisis con más cuadernos examinados en el Bundesarchiv y otros cuadernos examinados en Suiza concluyeron que además se detectaba fluorescencia en las tintas y poliéster en las costuras de los cuadernos, elementos que no podían ser anteriores a 1953. Además, los cuadernos poseían gran cantidad de datos históricos inexactos, mientras que otra incongruencia destacada era el monograma metálico de la primera página, donde se leía «FH», en lugar de «AH» («Adolf Hitler»), pues en los antiguos caracteres alemanes, tales letras resultaban similares pero nunca iguales. 
Finalmente, el contenido del libro resultó ser una copia de un libro que recopilaba discursos de Hitler, Hitler Reden und Proklamationen, obra del historiador Maximilien Domarus (1911-1992) y publicado entre 1962 y 1965, al que se habían añadido «comentarios personales». Además la caligrafía de los presuntos Diarios omitía detalles importantes de la caligrafía personal de Hitler, lo cual generaba mayores dudas sobre la autenticidad. La investigación concluyó que los Diarios de Hitler eran un grotesco y superficial fraude al punto que inclusive los Diarios repetían errores del libro de discursos de Domarus, que otros historiadores ya habían detectado y corregido. Análisis técnicos encargados por la revista estadounidense Newsweek, con especialistas de Estados Unidos, concluyeron el 16 de mayo en que los Diarios eran falsos, al extremo que en varias páginas la firma atribuida de Hitler era totalmente diferente a la hallada en documentos históricos auténticos.

## Consecuencias
Descubierto el fraude, el Bundesarchiv había advertido al gobierno de Alemania Federal por la gravedad del caso, y hubo un comunicado gubernamental advirtiendo del fraude, antes que la propia Stern lo admitiera, ante el temor de una denuncia contra el semanario ante los tribunales por presunta difusión de propaganda nazi. Además el escándalo supuso la dimisión de Peter Koch y Felix Schmidt, dos editores del Stern; el propio semanario perdió mucha credibilidad durante años entre el público alemán. Los enemigos del Sunday Times en Gran Bretaña ridiculizaron con profusión al periódico por promover un «hallazgo» sin comprobación alguna y por la facilidad de haber caído en el engaño de un falsificador, y la reputación como historiador de Trevor-Roper quedaría seriamente dañada por muchos años. 
El caso llegó a los tribunales alemanes y tras un juicio muy mediático se condenó a cuatro años y medio de prisión al falsificador Konrad Kujau y al periodista Gerd Heidemann, por estafa en perjuicio de Stern. Los dos sentenciados fueron liberados en 1987: Kujau se dedicó durante años a copiar cuadros de pintores famosos y venderlos como imitaciones con su propia firma, aprovechando su breve fama, y continuando sus falsificaciones hasta que murió de cáncer el año 2000; Heidemann perdió toda la fortuna obtenida por los adelantos de su «primicia», quedó muy endeudado, y debió jubilarse prematuramente sin poder retornar a otro gran medio de prensa. 
El suceso quedaría reflejado en una miniserie británica producida en 1991 y que recibiría el nombre de Selling Hitler. Estaba basada en el libro que Robert Harris escribió relatando la historia del fraude. Además, en el año 1992, se estrenó Schtonk!, película del director alemán Helmut Dietl, que pese a tener una gran parte ficticia, mostraba muchos de los hechos que rodearon al caso de los falsos Diarios de Hitler.